# Luc De Rijck
Luc De Rijck (* 18. August 1965 in Lier; † 4. April 1991 in Vosselaar) war ein belgischer Fußballspieler.
Der Stürmer begann seine Karriere 1983 beim Lierse SK. 1985 wechselte er zum KFC Rita Berlaar. Nach einem Jahr ging er zur KFC Turnhout. Mit dem Klub spielte er in der Zweiten Division. In der Saison 1990/91 war er in der Schlussphase bester Torschütze von Turnhout und es bestand nur ein Punkt Rückstand zu einem Aufstiegsplatz, als der Vereinsarzt versuchte Eigenblut zu infundieren und De Rijck durch eine Luftembolie verstarb. Der Arzt wurde später zu sechs Monate Haft auf Bewährung verurteilt. In Berlaar trägt das Stadion heute seinen Namen und es wird jährlich das Memorial Luc De Rijck-Turnier ausgetragen.